# US Festival
El US Festival fue un festival de música y tecnología realizado en 1982 y 1983 en San Bernardino, California. Steve Wozniak, cofundador de Apple, ideó el concepto en 1981 mientras se recuperaba de un accidente aéreo, pero lo descartó al no tener los conocimientos suficientes para realizarlo. Más tarde, le comentó el proyecto al académico Peter Ellis y con un presupuesto inicial de dos millones de dólares, ambos fundaron la compañía Unuson. Con la premisa de hacer un gran evento que uniera la música y la tecnología, la empresa contrató a la agencia Bill Graham Presents del promotor de giras Bill Graham para que estuviese a cargo del espectáculo musical. Para llevarlo a cabo, escogieron el parque regional Glen Helen cerca de Devore en San Bernardino, porque estaba ubicado al sur de la unión de las carreteras interestatales 15 y 215, y a una hora de distancia de Los Ángeles. Unuson realizó una serie de modificaciones al parque para poder recibir a 250 000 personas, por ejemplo construyeron dos carreteras internas, estacionamientos, una zona de campamentos y establecieron conexiones de agua potable. En total, el terreno empleado para el festival bordeó las 500 hectáreas.
La edición de 1982 aconteció el fin de semana del Labor Day, los días 3, 4 y 5 de septiembre. Veinte artistas de rock, new wave, country y pop amenizaron la jornada, mientras que decenas de expositores exhibieron en la feria tecnológica elementos relacionados con computadoras, videojuegos, música y ciencia. A pesar de reunir a 500 000 personas, Wozniak perdió algunos millones de dólares. Por su parte, la edición de 1983 se llevó a cabo el fin de semana del Memorial Day, los días 28, 29 y 30 de mayo, aunque hubo un cuarto concierto, celebrado el 4 de junio. Esta vez contrataron a treinta y tres artistas quienes fueron ordenados por género musical: el primero de new wave, el segundo de heavy metal, el tercero de rock y el cuarto de country. Esta versión juntó a 735 000 personas —sin contar el día del country— con el concierto de metal como el más concurrido, porque reunió a 330 000 personas. A pesar de aquello, Wozniak y su equipo nuevamente perdieron millones de dólares.
Pese a que en ocasiones parece olvidado, el US Festival tuvo un gran impacto en la industria, por ejemplo fue uno de los primeros eventos que tuvo pantallas de video gigantes y colocó a Ticketmaster por primera vez en el mercado californiano. A su vez, en la zona del escenario se construyó el Anfiteatro San Manuel, mientras que la estructura en sí forma parte del Teatro Fantasilandia de Disneyland en Anaheim, California. Adicionalmente, su concepto pionero de fusionar distintos estilos musicales y mezclar la música con la tecnología, es habitual verlo en otros festivales estadounidenses desde entonces.

## Antecedentes

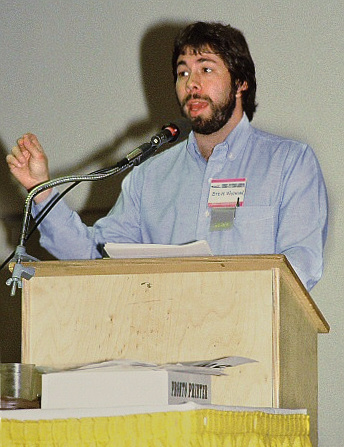
Steve Wozniak en 1983

En abril de 1976, Steve Wozniak junto con Steve Jobs y Ronald Wayne fundaron Apple Computer Company. Con los años logró posicionarse como una de las principales compañías en el desarrollo de la computación y la tecnología, debido principalmente a sus dispositivos Apple I y Apple II. Gracias a ella, Wozniak ganó millones de dólares y para principios de la década de los ochenta ya era un importante hombre de negocios.
En 1981, después de sufrir un accidente aéreo, Wozniak aprovechó el tiempo de recuperación para retomar sus estudios superiores y se inscribió en el programa de ingeniería de la Universidad de California en Berkeley. Por aquel período, mientras escuchaba una de sus estaciones de radio favorita, tuvo la visión de crear un festival de música e invitar a sus bandas preferidas de country progresivo, pero a pesar de contar con el dinero, archivó la idea porque no tenía los conocimientos suficientes para realizarlo. En una de sus asistencias a la universidad, le comentó el proyecto al académico Peter Ellis, quien en la década de los sesenta había organizado una feria en la Universidad Estatal de San José.
Con la premisa de crear un evento que combinara la música y la tecnología, Wozniak le entregó a Ellis un cheque por US$ 2 000 000 para su realización. Ellis asumió como director ejecutivo del proyecto, llamado inicialmente como US Festival Technology Exposition, aunque él propuso el nombre de US Festival a secas, un juego de palabras con el apelativo de Me Generation. Para llevarlo a cabo, ambos fundaron la compañía Unuson —acrónimo de Unite Nations Using Singing Over Network— la que estaba integrada por treinta personas.
Luego del festival de Woodstock (1969), Estados Unidos careció por varios años de un evento musical de varios días, puesto que los mayores conciertos que hubo en la década de los setenta —con una importante aglomeración de personas— acontecían en una sola jornada, como por ejemplo el Summer Jam Fest de Nueva York en 1973, el California Jam de Ontario (California) en 1974 o el Florida Sunfest de Lakeland (Florida) en 1977. Con estos antecedentes, la idea de organizar el mayor festival de California y de la costa oeste de Estados Unidos creció con los meses, a tal punto que Wozniak no escatimó en gastos.

## Preparativos

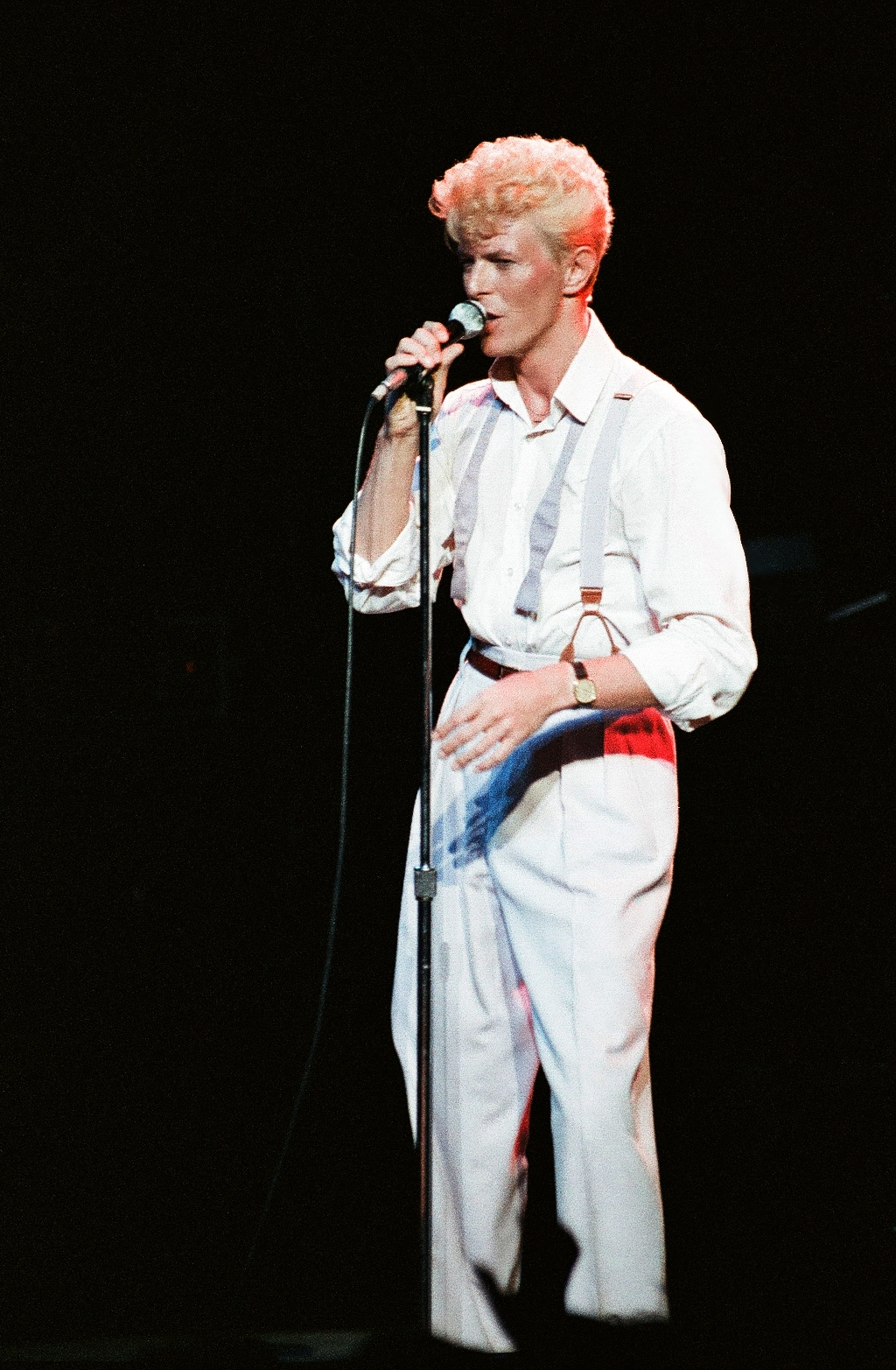
David Bowie en 1983 tan solo seis meses después de cerrar el día del rock

### Recinto e instalaciones

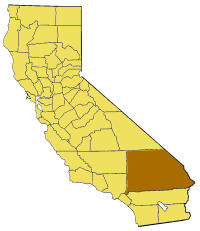
San Bernardino ubicado en el estado de California

El concepto de Wozniak era hacer un evento de tres días de duración en el recinto Glen Helen Regional Park, ubicado en el paso montañoso de Cajón Pass cerca de la localidad rural de Devore en San Bernardino (California), a una hora de distancia de Los Ángeles. El 1 de junio de 1982 Wozniak y treinta trabajadores de Unuson se asentaron a vivir en el parque Glen Helen, situado al sur de la unión de las carreteras interestatales 15 y 215. Para el 7 de junio habían removido alrededor de 340 000 yardas cúbicas de tierra (cerca de 260 000 metros cúbicos) según el contratista Craig Tosher. Sesenta trabajadores crearon una carretera de 12 millas (19,3 km) y limpiaron 280 acres (113,3 ha) de vegetación para estacionamientos y campamentos. La zona del escenario poseía una extensión de 57 acres (23 hectáreas) y a finales de junio le inyectaron 12 000 libras (5443,1 kg) de fertilizantes y ocho tipos de pasto para crear un área verde. Alrededor de 20 millas (32,2 km) de tuberías regaron el pasto de la zona del escenario, entre otros lugares, en las últimas seis semanas. Además crearon una carretera secundaria de 8 millas (12,9 km) para el acceso de las bandas y vehículos oficiales del festival.
Tuvieron que pedir permiso al departamento de transporte para construir una rampa temporal que uniera la interestatal 15 con el parque, con el fin de evitar el tráfico. En total, tres entradas facilitaron la llegada de los automóviles, dos de ellas llevaban a un área de 350 acres (141,6 ha) y la restante iba hacia un terreno de 15 acres (6,1 ha). Este último, destinado a los campistas, tenía capacidad para albergar 110 000 autos, vehículos recreacionales y tiendas de campaña. El área del campamento no poseía acceso al agua y conexiones eléctricas, y se les avisaba a los campistas que vinieran preparados. Sin embargo, poseía salidas cementadas de agua equipadas cada una con dos grifos y fuentes para beber, baños y una tienda de conveniencia abierta las veinticuatro horas. Además, el parque poseía dos pequeños lagos, pero los cercaron para evitar el ingreso de personas. Instalaron dos áreas con duchas de aire frío que podían albergar a 5000 personas a la vez, cerca del escenario pusieron 800 fuentes de agua, había un sector de comidas y dos zonas para beber cerveza, aunque solo para mayores de 21 años. Igualmente, dispusieron de cerca de 100 puestos para la feria tecnológica.
Para cubrir las eventuales emergencias médicas, el festival dispuso de un pequeño hospital temporal, numerosas estaciones de primeros auxilios, once ambulancias y un helicóptero. Por su parte, según Billboard la seguridad estuvo a cargo de un contingente de 1200 guardias, incluyendo a 400 oficiales uniformados —The Telegraph aseguró que eran 1000 y 300 respectivamente— entre ellos había coroneles retirados de la Fuerza Aérea y personal del Departamento de Policías de San José. Para asuntos de limpieza, la compañía contrató a 1200 personas, había un centro de reciclaje para vidrio, aluminio y botellas, y doce camiones de basura pasaron cada noche para recoger los desperdicios de cien basureros ubicados en el recinto. En total, el terreno empleado para el festival bordeó las 500 hectáreas.

### Producción
Para elaborar los preparativos del concierto, contrataron por una alta cifra de dinero a la agencia Bill Graham Presents del promotor de giras Bill Graham. Bob Barsotti, director de operaciones de la promotora por ese tiempo, afirmó que: «Tenían muchas ideas sobre lo que querían hacer, pero realmente no sabían lo que estaban haciendo». Según Gregg W. Perloff —uno de los agentes de BGP— les costó hacer entender a Wozniak y compañía que lo que querían era complejo, porque no habían festivales de esa magnitud en el país como precedentes. Además, afirmó que su compañera Sherry Wasserman tuvo dificultades para convencer a los mánagers de poner a sus bandas en el cartel, como también les fue complicado construir un lugar en medio de la nada.
BGP quedó a cargo de la producción del concierto y la empresa aliada FM Productions se encargó de la puesta en escena. Por su parte, las compañías Clair Bros, Audio of Lilitz y Showco proporcionaron el audio, compuesto de 2400 altavoces JBL que alimentaron un sistema de 300 000 watts. Además, para los músicos se les suministró parlantes personalizados. Showco erigió cuatro torres de dos niveles para llevar el sonido hasta las periferias del recinto. De acuerdo con la revista Billboard, este era el mejor sistema de sonido construido para un concierto de rock al aire libre. Por su parte, el escenario medía 27x20 m aproximadamente y a cada lado había una pantalla Eidaphor de 15,2 m, mientras que en la parte alta de la estructura había otra pantalla Diamond Vision de 6x9 m.
Para los tres días que duró el evento, contrataron a veinte artistas de los estilos new wave, rock, country y pop. Así como a varios grupos étnicos, principalmente brasileños y afrocubanos, y a veinte artistas callejeros de San Francisco para amenizar la extensa jornada. En resumen, la concepción del festival demoró un año, Unuson invirtió US$12 500 000 —más de dos de ellos para pagar a los artistas— y el parque tenía capacidad para reunir hasta 250 000 personas por día.

## Edición de 1982

### Antecedentes

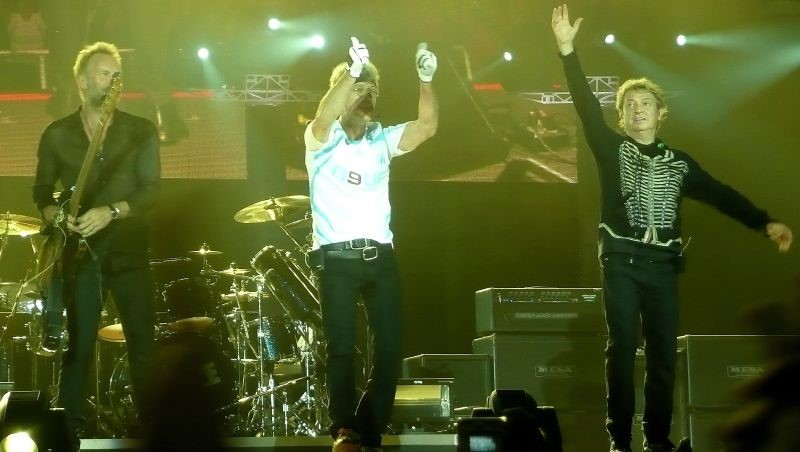
The Police, uno de tres líderes de cartel del US Festival de 1982

La primera edición se llevó a cabo entre el 3 y 5 de septiembre de 1982, porque en ese fin de semana en los Estados Unidos se celebra el Labor Day. Los boletos salieron a la venta con semanas de anticipación a través de los sistemas Ticketron, Bass y Select-A-Seat por un precio de US$37,50 por los tres días que incluyó estacionamiento y camping, y a US$17,50 por un solo día con estacionamiento incluido. Ante la baja cantidad de entradas vendidas a solo días del evento, cerca de 90 000 según los promotores, la compañía optó por poner boleterías en el recinto. No obstante, Peter Ellis estaba confiado y aseguró que «el público de Los Ángeles es conocido por esperar hasta el último minuto para comprar boletos».
El público comenzó a llegar al parque el jueves por la tarde en distintos vehículos motorizados, buses especiales, a pie e incluso en helicópteros. Para abastecer a los miles de personas, sabiendo además que pronosticaron altas temperaturas, la organización puso en el patio de comida a 87 tiendas concesionadas que suministrarían un millón de bebidas sin alcohol, 600 000 perros calientes, miles de sándwiches y una gran variedad de otros alimentos preparados. Adicionalmente, las zonas de bebidas alcohólicas tendrían 6000 barriles de cerveza nacional y miles más de importadas.

### Evento

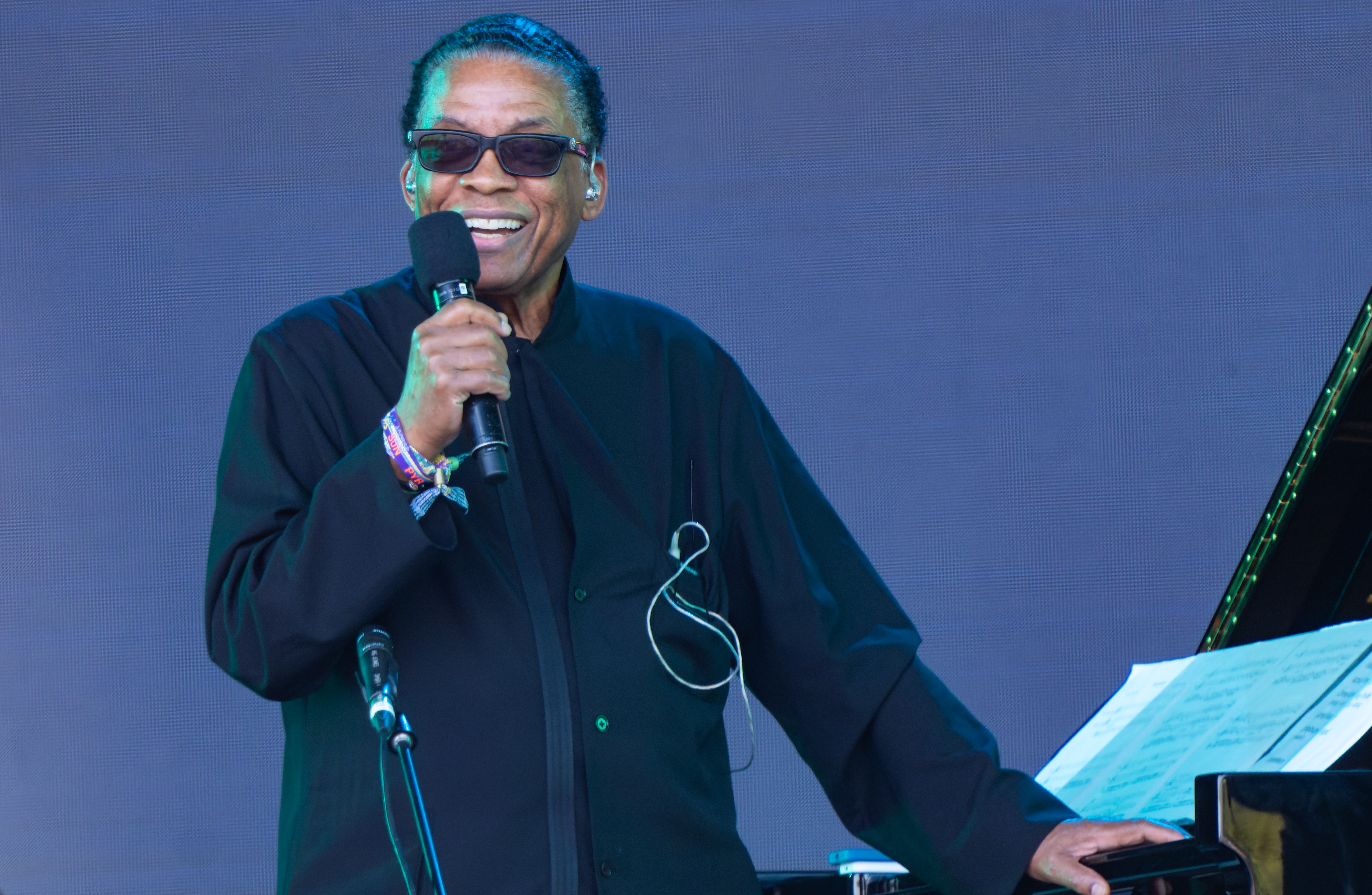
La feria tecnológica contó con varios oradores, entre ellos Herbie Hancock

#### Espectáculo tecnológico
Como lo había planificado Wozniak, el evento se desarrolló tanto como un concierto de música y como una feria tecnológica. Esta última se llevó a cabo en cinco grandes carpas con aire acondicionado, que contó con una gran cantidad de expositores que exhibieron principalmente elementos relacionados con computadoras, juegos de computadora, videojuegos de arcade, ciencia, música y ciencia ficción. Apple, Atari, Kittlevision y Quantel Computers fueron algunas de las empresas presentes. Fox Video Games, subsidiaria de Twentieth Century Fox, aprovechó la ocasión para presentar la serie «Juegos del Siglo» que incluía títulos como Worm War I, Deadly Duck, Beany Bopper y Fast Eddie. Había un stand dedicado a la novela Battlefield Earth de L. Ron Hubbard y su futura banda sonora llamada Space Jazz, promocionado por una estatua de tres metros de un psychlo, uno de sus personajes. Además, hubo distintas oratorias de músicos como Chick Corea, Herbie Hancock y Robert Moog. Uno de los principales espectáculos era el Teatro Sensonics, confeccionado en una estructura con forma de cúpula que proyectaría imágenes y sonido funcionando como un reflector parabólico. Desafortunadamente, el jueves por la tarde el teatro colapsó y solo pudo funcionar el domingo, aunque con limitaciones.
El viernes, Wozniak y Graham informaron en una conferencia de prensa que establecerían la primera transmisión de televisión directa entre los Estados Unidos y la Unión Soviética. En total, emitieron dos: la primera el viernes desde Moscú en el interludio entre Talking Heads y The Police, y la segunda el sábado desde el festival, mostrando parte del espectáculo de Eddie Money. Según la prensa, Graham protestó por este acontecimiento, ya que no lo consideraba apropiado para un concierto de rock. Durante los tres días, la pantalla Diamond Vision mostraba mensajes de texto, gráficos y el logotipo del festival, gracias a un programa de generación de fuentes desarrollado por Janek Kaliczak de Apple. Por su parte, el sábado por la noche entre Pat Benatar y Tom Petty, hubo un show de rayos láser. Al final, y después de varios retrasos, el domingo Wozniak dio una charla en una de las carpas, en donde comentó la concepción y los desafíos de hacer el festival.

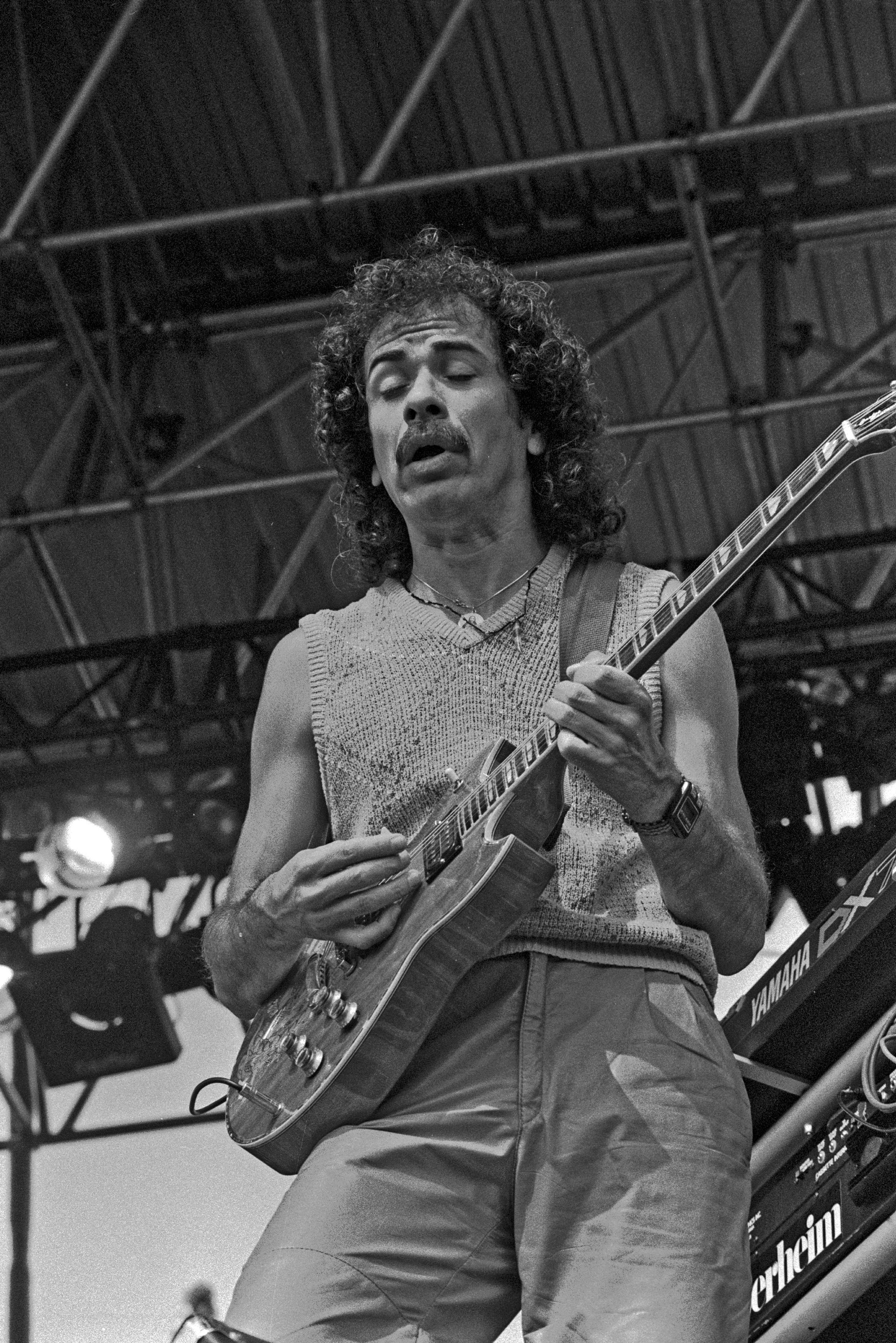
Carlos Santana y su banda fueron uno de los artistas del sábado

#### Concierto de música
Las puertas del recinto se abrían todos los días a las 9:00 AM. El concierto del viernes se enfocó en artistas de new wave y punk, y comenzó en la tarde con la banda británica Gang of Four. Le siguieron Ramones, The English Beat, Oingo Boingo, The B-52's, Talking Heads y The Police. La presentación de Ramones destacó por tocar un popurrí de nueve canciones en solo veinte minutos. Según Tyler Golsen del sitio Far Out Magazine, este fue el único gran evento en que participó la banda, ya que —al menos en los Estados Unidos— volvieron al círculo de clubes. El vocalista Dave Wakeling de The English Beat contó que los llevaron en helicóptero desde el hotel en Los Ángeles al parque y luego de ver al público sintió tanto nervio que las dos primeras canciones las tuvo que cantar con las piernas juntas, porque le temblaban. Según la revista Cashbox, el show de Talking Heads fue el mejor de la jornada.
Las presentaciones del sábado, enfocadas en artistas de arena rock, empezaron a las 10:00 AM. Joe Sharino Band fue la encargada de abrir el día, una agrupación relativamente desconocida y que se sumó al festival porque había tocado en la boda de Wozniak, quien personalmente los invitó. Le siguió los cantantes y guitarristas Dave Edmunds y Eddie Money. Casi en la parte final de la presentación de Santana, Herbie Hancock y Chick Corea subieron al escenario para tocar algunas canciones. Luego del espectáculo de la estadounidense The Cars, cerca del anochecer salió la agrupación británica The Kinks, quien se bajó prematuramente del escenario y provocó el abucheo del público. Más tarde se confirmó que su salida se debió a que había superado la longitud de su set de canciones. Pat Benatar presentó algunas canciones de su futuro álbum, mientras que la presentación Tom Petty and the Heartbreakers terminó pasado la medianoche.
El domingo comenzó cerca de las 9:30 AM con Grateful Dead, quienes tocaron cerca de tres horas; los asistentes denominaron esta función como Breakfast with the Dead o breakfast in bed with the dead («desayuno con la muerte» o «desayuno en la cama con la muerte», en español). Considerado como el día de la música hippie y del sur de California, este fue el más ecléctico de los tres. Jerry Jeff Walker y Jimmy Buffett añadieron el toque country, mientras que Jackson Browne y Fleetwood Mac tocaron una extensa lista de canciones. El festival culminó pasado las 18:00 PM, más de lo proyectado por la organización.

### Resultados y consecuencias

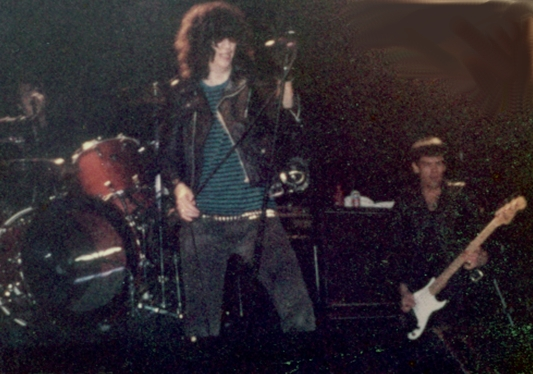
Ramones encargados del punk rock en la edición de 1982

A pesar de la lenta venta de entradas a solo días de su realización, Unuson mencionó que la primera edición reunió a 500 000 personas. Según Cashbox, tanto el viernes como el domingo lograron una asistencia de más de 100 000 personas, mientras que el sábado la cifra bordeó las 250 000. Por su parte, Billboard indicó que el sábado fue el más exitoso, seguido por el viernes y luego el domingo. Jose Montes de Oca de Unuson mencionó que la proporción de las entradas fueron de 70-30 entre el boleto de tres días (US$37,50) y el diario (US$17,50).
El público tuvo que soportar altas temperaturas que llegaron a 110 grados Fahrenheit (43,3 °C), además de espesas nubes de polvo. La vocalista Kate Pierson de The B-52's mencionó que por ese motivo lo llamaban el Dust Festival («festival de polvo», en español). El catastro final confirmó a más de 2000 personas atendidas en los puestos médicos, afectadas principalmente por esguinces, sobredosis de droga y ataques de asma debido al polvo en el aire; sesenta y siete fueron trasladadas a los hospitales locales. Además, treinta y seis personas fueron arrestadas por consumo de drogas, robo de vehículos y porte ilegal de armas. Un vendedor de playeras le robaron a punta de pistola; hubo varios casos de agresión; personas desnudas; una denuncia por violación y un hombre falleció en un accidente automovilístico en la mañana antes de la inauguración.
A pesar de que la relación de BGP y Unuson comenzó bien, Bill Graham cuestionó la experiencia del personal de la compañía en asuntos de producción y otros temas relacionados con la promoción y desarrollo del evento, que generó dimes y diretes entre ambas empresas. Sin embargo, la situación empeoró cuando BGP cerró el acceso al personal de la compañía al backstage, incluyendo a la hija de Peter Ellis y personal de Apple invitados por Wozniak. Adicionalmente, cerca de 2000 periodistas criticaron las comodidades brindadas para ellos. A pesar de aquello, la prensa reconoció la calidad del sonido, la organización, las comodidades hacia el público y el espectáculo en sí. Si bien el festival reunió a una buena cantidad de personas, se estima que Wozniak perdió algunos millones de dólares.

### Lista de artistas
A continuación el listado de las bandas que tocaron en la edición correspondiente ordenados de la misma forma en que se presentaron; la agrupación en negrita lideró el cartel.
| 3 de septiembre                                                                        |
| -------------------------------------------------------------------------------------- |
| The Police Talking Heads The B-52's Oingo Boingo The English Beat Ramones Gang of Four |

| 4 de septiembre                                                                                                  |
| --- |
| Tom Petty and the Heartbreakers Pat Benatar The Kinks The Cars Santana Eddie Money Dave Edmunds Joe Sharino Band |

| 5 de septiembre                                                            |
| -------------------------------------------------------------------------- |
| Fleetwood Mac Jackson Browne Jimmy Buffett Jerry Jeff Walker Grateful Dead |

## Edición de 1983

### Preparativos

#### Recinto e instalaciones
Luego del término de la primera edición, Bill Graham afirmó que no volvería a trabajar con Unuson. Por ese motivo, el 22 de marzo de 1983 la compañía anunció la realización de la segunda versión, pero esta vez contó con la agencia Feyline Presents del promotor Barry Fey como la encargada de la producción del concierto. Esta se llevó a cabo en las mismas instalaciones del parque Glen Helen, pero tuvo algunas modificaciones, por ejemplo Unuson y Twentieth Century Fox firmaron un convenio para grabar las presentaciones y los expositores de la feria tecnológica ahora podían ofrecer oportunidades laborales a través de una «jornada de carreras». Las especificaciones para el desarrollo de esta edición fueron similares y las empresas contratistas cumplieron las mismas funciones del año pasado. Debido a ello, los costos de realización fueron menores y la inversión inicial llegó a US$7 000 000, de los cuales cerca de la mitad fueron destinados para pagar a los artistas.
La ampliación del escenario fue uno de los principales cambios, con 435 pies (132,6 m) de largo era uno de los más grandes construidos hasta entonces. Creció el número de altavoces con el fin de lograr un sistema de sonido de 400 000 watts y hubo cuatro pantallas gigantes: dos Diamonds Vision de 20 x 30 pies (6,1 x 9,1 m) y dos laterales de 37 x 50 pies (11,3 x 15,2 m). Todo esto costó US$250 000 y 500 personas estuvieron a cargo de la puesta en escena. Por su parte, el contingente de seguridad también fue mayor, ya que hubo entre 1500 y 2000 guardias.
Alquilaron seis helicópteros de la empresa Briles Wings & Helicopter para trasladar ida y vuelta a los artistas desde sus hoteles al parque. Sumado a ello, había aeronaves de policías, de radio y de propagandas publicitarias, así que la Administración Federal de Aviación puso una torre en una colina para controlar el tráfico aéreo.

#### Producción
Feyline Presents quedó a cargo de la producción del concierto. Barry Fey contó que antes que llegara su agencia hubo dos o tres organizadores previos, pero no armaron un cartel aceptable de artistas. Sin embargo, cuatro o cinco bandas ya estaban confirmadas cuando él asumió el control. Wozniak personalmente fue a las escuelas de secundaria y universidades de California para consultarles a los jóvenes que escuchaban. En el listado de cartel no habían músicos de pop mainstream, porque Fey dudaba que los fanáticos de ese tipo de música vinieran al campo a sentarse en el pasto para oírlos.
Como el parque estaba emplazado en el condado de San Bernardino, la autoridad local tenía un veto para aprobar o desaprobar a los eventuales artistas. Wozniak recordó que al principio rechazaron a Culture Club, pero cuando dieron su aprobación, ya era tarde para contratarlos. Una de las quejas de la prensa para con el evento anterior fue la ausencia de artistas de raza negra —la excepción fue Herbie Hancock como invitado de Santana— Fey relató que, como habían planeado tres días de rock y uno de country, la participación de esos músicos era nula. No obstante, hubo conversaciones con Michael Jackson, Jimmy Cliff, Stevie Wonder y Prince, pero no quedaron en nada. Fey confirmó que querían a Prince porque encajaría bien con David Bowie. Entre los artistas propuestos estaban Bruce Springsteen, Bob Seger y los exmiembros de Eagles para que se reunieran sobre el escenario. Joe Walsh, que fue contratado para el tercer día, mencionó que tal cosa no sería motivada por el dinero, sino por otros factores.
Los artistas fueron ordenados por estilo musical: el primer día de new wave, el segundo de heavy metal, el tercero de rock y el cuarto de country. La elección de este último —realizado una semana después del evento principal— se debió a que el concepto original de Wozniak era invitar a sus bandas favoritas de ese género musical. Inicialmente había propuesto dos días para ello, pero Fey lo convenció de hacer uno solo. La inclusión de poner un día dedicado al heavy metal generó la molestia de la comunidad local y de algunos patrocinadores como 7 Up, Datsun, Atari e incluso Apple, quienes se restaron del festival; aunque muchas otras permanecieron.
El pago de los artistas incrementó el presupuesto inicial, porque una de las cláusulas exigía que la banda contratada no podía tocar treinta días antes de su presentación. Esto generó que los mánagers cancelaran anteriores fechas y por ende la compañía pagó más de lo normal por un solo espectáculo. Los sueldos de los artistas fueron dispares, por ejemplo Van Halen ganó US$1 500 000, mientras que otros apenas recibieron US$5000. Al principio, la agrupación estadounidense había cobrado US$1 000 000 y en una de las cláusulas de su contrato establecía que ningún artista debía ganar más que ellos. Esto cambió a último momento cuando Wozniak solicitó a Fey que trajera a David Bowie, quien para ese tiempo estaba en Europa promocionando su álbum Let's Dance. Para ello, tenía que pausar la gira, viajar a San Bernardino y regresar para seguir con ella. Esto le significó a Wozniak pagar US$1 500 000 por el cantante y adicional tuvo que desembolsar US$500 000 a Van Halen para respetar las condiciones contractuales.

### Antecedentes

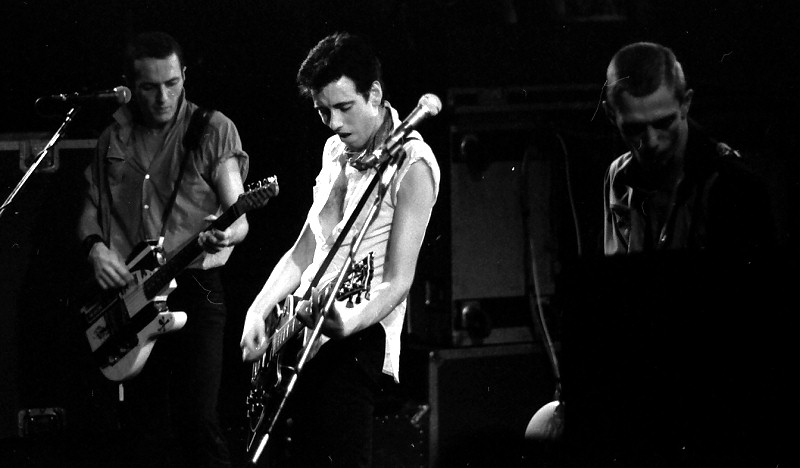
The Clash fue el primer líder de cartel de la edición de 1983

Escogieron los días 28, 29 y 30 de mayo, porque en ese fin de semana los Estados Unidos celebra el Memorial Day, mientras que la cuarta jornada aconteció el 4 de junio, dedicado al country. Las entradas costaban US$20 y en los días del evento a US$25. Los boletos salieron a la venta el 1 de abril a través de correo, servicios telefónicos, tiendas seleccionadas y Ticketmaster. Algunos cambios menores en el anfiteatro del parque aumentó su capacidad, ya que en esta ocasión podía albergar a 300 000 personas por día. Considerando el valor del boleto a US$20, la compañía podía lograr un máximo de US$24 000 000. Sin embargo, Wozniak afirmó que conseguir US$12 000 000 o reunir a 600 000 personas era necesario para alcanzar el punto de equilibrio y eventualmente sacar ganancias.

### Evento

#### Evento tecnológico
La presencia de un día dedicado al heavy metal redujo la participación de los expositores en la feria tecnológica, por lo que de las cinco carpas que hubo el año pasado, ahora solo había una. Más de cincuenta empresas participaron, como por ejemplo la revista Musician y el sistema de música por computadora Alpha Syntauri. Además, hubo distintas oratorias que trataron temas como el futuro, la exploración espacial, juegos de computadora, instrumentos electrónicos, alternativas educativas, carreras tecnológicas, etc. Entre los exponentes estaba el escritor Ray Bradbury, el astronauta Russell Schweickart y el músico Robert Mogg.

#### Concierto de música
Los conciertos comenzaban al mediodía y culminaban cerca de la medianoche. El sábado contó con la presencia de tres agrupaciones australianas (Divinyls, INXS y Men at Work), tres estadounidenses (Wall of Voodoo, Oingo Boingo y Stray Cats) y tres británicas The English Beat, A Flock of Seagulls y The Clash). Esta fue la última presentación del vocalista Stan Ridgway con Wall of Voodoo, mientras que Oingo Boingo y The English Beat fueron las únicas agrupaciones que tocaron en las dos ediciones del festival. Por su parte, este fue el primer evento de Divinyls y INXS en los Estados Unidos. A Flock of Seagulls y The English Beat tuvieron una breve discusión por definir sus posiciones en el cartel. No obstante, la disputa más importante la protagonizó The Clash, porque en la conferencia de prensa inicial emitió varias consignas contra la organización, retó a Wozniak y al resto de los músicos a donar el 10 % de sus ganancias, afirmó que usaría el dinero que ganó para ayudar a nuevos artistas ingleses y amenazó con bajarse del cartel a último momento. Aun así, The Clash cerró el día, pero subió al escenario con dos horas de retraso. Mientras hacían eso, en las pantallas figuraba The Clash not for Sale («The Clash no se vende», en español), pero debido al enfrentamiento entre ella y la organización, esta última cambió el gráfico y puso el cheque por US$500 000 que había cobrado la agrupación. Al término, la agencia de prensa de la banda y el personal de la puesta en escena se enfrentaron a puñetazos, después de que este último comenzó a sacar el equipo de la banda luego de que no saliera en quince minutos para el segundo encore.

El domingo estuvo enfocado en el heavy metal y partió con Quiet Riot, seguido de Mötley Crüe, Ozzy Osbourne, Judas Priest, Triumph, Scorpions y, por último, Van Halen. Joe Walsh inicialmente figuraba en este día, pero ante la cancelación de John Cougar, a Walsh lo cambiaron para el lunes. Por ese motivo, la organización contrató a Quiet Riot dos días antes del concierto; Rudy Sarzo recordó que no hubo tiempo para planificar nada y que «todo pasó en un abrir y cerrar de ojos». Por su parte, para entonces Mötley Crüe era una banda desconocida y su repertorio se enfocó en canciones del disco Shout at the Devil, publicado cuatro meses después. La jornada prosiguió sin mayores problemas hasta la presentación de Van Halen. Wozniak contó que David Lee Roth subió al escenario completamente borracho, olvidó la letra de las canciones y emitió palabras negativas contra los miembros de The Clash.
El lunes estuvo amenizado por Little Seven & the Disciples of Soul, Berlin, Quarterflash, U2, Missing Persons, The Pretenders, Joe Walsh, Stevie Nicks y David Bowie. El estadounidense John Cougar estaba contratado para este día, pero al poco tiempo decidió bajarse del concierto porque no quiso ceder los derechos de video. Sin embargo, Ellis afirmó que en realidad se debió a que estaba pidiendo US$50 000 más por su presentación y como no los consiguió, no quiso tocar. Por ese motivo, Walsh tomó su lugar. U2 estaba programado para el día del new wave, pero a petición de Bono, Fey los cambió para esta fecha. Bowie era el más esperado, porque este fue su primer espectáculo en los Estados Unidos en cinco años. Según Jeffrey Ressner de la revista Cashbox, el británico «dedicó una canción a todos los músicos que tocaron en el US Festival y a los que no lo hicieron porque pensaron que no les estaban pagando lo suficiente».
La última jornada aconteció una semana después del evento principal y estaba compuesta por Thrasher Brothers, Riders in the Sky, Ricky Skaggs, Emmylou Harris, Hank Williams Jr., Waylon Jennings, Alabama y Willie Nelson. A pesar de que Feyline Presents quería a Riders in the Sky como la banda que abriera el día, debido a cambios de programación la desconocida Thrasher Brothers cumplió esa labor. Esto se debió a que el vuelo original de Riders in the Sky se canceló y luego de conseguir otro llegaron tarde. Como la actuación ya estaba pagada, la organización tuvo que cambiar su presentación y los puso en la noche, entre Jennings y Nelson. Su vocalista Douglas B. Green señaló que había entre 3000 y 4000 espectadores que les disgustó esta decisión y comenzaron a arrojar cosas al escenario mientras tocaban.

### Resultados y consecuencias

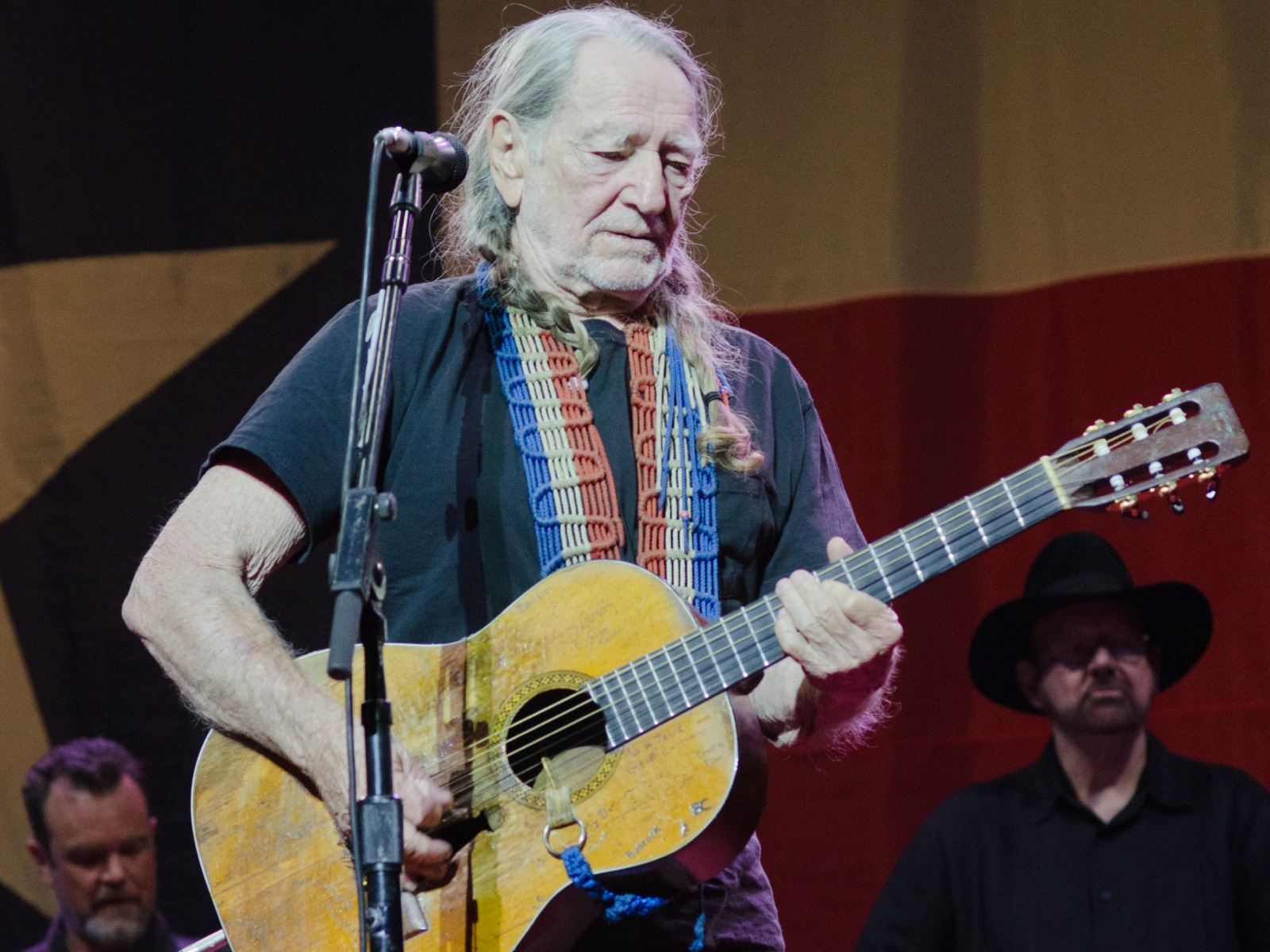
Willie Nelson cerró el certamen de 1983

A pesar de las diferentes cifras entregadas por los medios con relación a la cantidad de personas que reunió esta edición, Unuson indicó que reunió a 735 000 personas, divididas en 181 000 para el día del new wave, 330 000 para el de heavy metal y 224 000 para el de rock. Por su parte, para el de country no existe una cifra oficial, aunque se estima que juntó a 50 000 personas.
El público nuevamente tuvo que soportar las altas temperaturas con un promedio de 100 grados Fahrenheit (37,8 °C), aunque para el domingo y lunes estas fueron menores, al igual que las nubes de polvo. Los puestos médicos atendieron a más de 1500 personas, principalmente por postración de calor, 26 de ellas fueron trasladadas los hospitales locales. Uno de los casos más graves fue una niña de 12 años que sufrió fracturas en su brazo y costillas cuando un automóvil pasó a llevar su saco de dormir en uno de los estacionamientos. Hubo cerca de 150 arrestos en total.
La jornada del heavy metal generó la mayor cantidad de problemas, porque solo en ese día detuvieron a 87 personas, principalmente por consumo de drogas, embriaguez, hurto y robo de vehículos. Además, varios jóvenes rompieron las vallas del escenario, lanzaron piedras y botellas a la policía, y quebraron las ventanas de los autobuses cuando la cantidad de estos no era suficiente para transportar a toda la gente. Uno de los alguaciles mencionó que era «un zoológico absoluto». Dos personas murieron en el festival: uno asesinado con una barra de metal presumiblemente por asuntos de drogas o dinero, y el otro lo encontraron muerto en el estacionamiento por sobredosis de drogas según la policía. Asimismo, otras dos fallecieron en accidentes automovilísticos cuando iban de regreso a su casa después de uno de los conciertos. Aunque reunió a una cantidad mayor de personas, se estima que Wozniak perdió US$10 000 000. No obstante, a diferencia de la edición anterior tuvo otros ingresos con respecto a concesiones, patrocinios y derechos de video, cuya cifra es desconocida. Cinco días antes del concierto de country, Wozniak afirmó que ya no habría otra edición.

### Lista de artistas
A continuación el listado de las bandas que tocaron en la edición correspondiente ordenados de la misma forma en que se presentaron; la agrupación en negrita lideró el cartel.
| 28 de mayo |
| --- |
| The Clash Men at Work Stray Cats A Flock of Seagulls The English Beat Oingo Boingo Wall of Voodoo INXS Divinyls |

| 29 de mayo                                                                    |
| ----------------------------------------------------------------------------- |
| Van Halen Scorpions Triumph Judas Priest Ozzy Osbourne Mötley Crüe Quiet Riot |

| 30 de mayo |
| --- |
| David Bowie Stevie Nicks Joe Walsh The Pretenders Missing Persons U2 Quarterflash Berlin Little Seven & the Disciples of Soul |

| 4 de junio |
| --- |
| Willie Nelson Riders in the Sky Waylon Jennings Alabama Emmylou Harris Hank Williams Jr. Ricky Skaggs Thrasher Brothers |

## Trascendencia

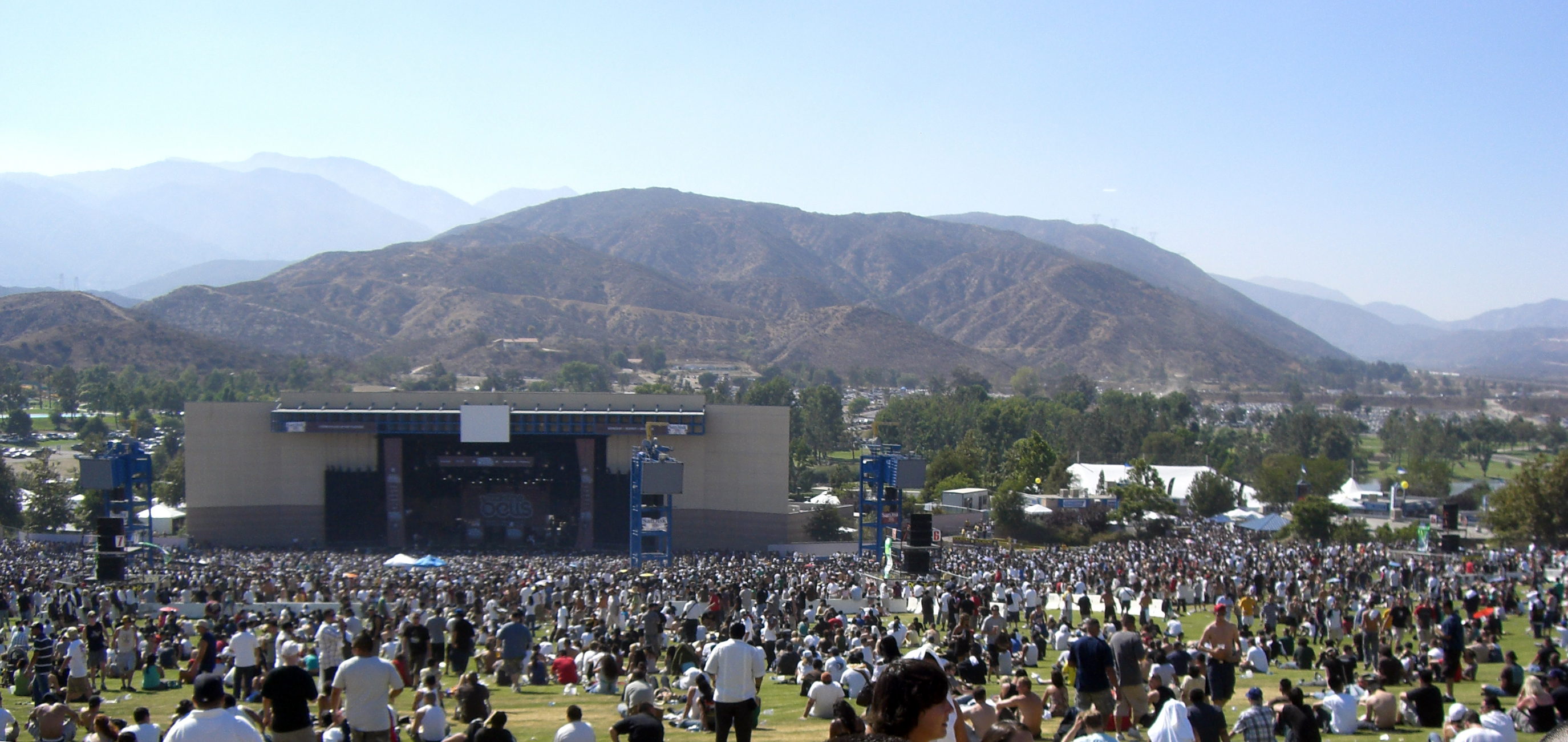
El Anfiteatro San Manuel se construyó en la zona donde estuvo emplazado el festival

El US Festival tuvo una trascendencia importante en la industria musical estadounidense, por ejemplo llegó a ser uno de los primeros eventos en emplear pantallas de video gigantes y permitió que Ticketmaster entrara en el mercado californiano. A pesar de las diferencias de opinión entre las compañías de Bill Graham y Steve Wozniak, ambos se asociaron para crear el Anfiteatro Shoreline de Mountain View, el recinto de conciertos más grande entre San Francisco y San José. Años más tarde, la zona del escenario del festival lo reestructuraron y crearon el Anfiteatro San Manuel —llamado inicialmente Blockbuster Pavilion— el recinto al aire libre más grande de los Estados Unidos. Asimismo, la estructura del escenario se encuentra en el Teatro Fantasilandia de Disneyland en Anaheim, California.
Ben Wener de Orange County Register mencionó que ahora parece casi olvidado, pero era «(...) recordado con cariño por los miembros de la Generación X que lo presenciaron en vivo o por televisión por cable». Erik Himmelsbach-Weinstein de Los Angeles Magazine mencionó que «es posible que el US Festival no haya cambiado al mundo, pero tuvo un impacto» y en cierto modo sus elementos pioneros son comunes en los festivales de hoy en día como en Coachella y Bonnaroo. David Chiu de Popmatters señaló que la edición de 1982 fue «único y, en ocasiones, innovador» con un buen sonido y pantallas de video gigantes que hoy son el estándar de los conciertos de arena rock. A su vez, demostró que «se puede producir [un festival de música] teniendo en cuenta la organización, atraer estrellas de renombre, hacerlo lo suficientemente cómodo para el aficionado promedio y emplear tecnología de punta (...) En ese sentido, el US fue algo profético». Derek Dressler, vicepresidente A&R de Shout! Factory —sello que posee las licencias de publicación de las actuaciones— indicó que el US fue pionero en mezclar diferentes géneros musicales en un solo evento y pasó mucho tiempo antes que los festivales adoptaran dicha idea. De igual manera, lo era con respecto a la conjunción del mundo de la música con la tecnología, habitual ahora en SXSW. La editorial de Cashbox en septiembre de 1982 publicó un comunicado felicitando a Wozniak y Unuson «por organizar una de las mejores fiestas en mucho tiempo» y la consideró como «una de las sorpresas más agradables del año, en un momento cuando la industria se ve acosada por una serie de problemas aparentemente insolubles».
La jornada del heavy metal de la edición de 1983 es recordada como una de las más exitosas, porque fue «el día en que murió el new wave y el rock and roll se hizo cargo» según Vince Neil de Mötley Crüe. Todas las agrupaciones que participaron ese día lograron un importante avance comercial luego del festival y dejó pocas dudas de hacia donde apuntaría la corriente principal desde ese momento. Rob Halford de Judas Priest aseguró que el día del metal hizo al «US Festival nuestro Woodstock». La alemana Scorpions logró ser una de las mejores evaluadas de toda la edición de 1983, Michael Frisch de la producción del festival señaló que siempre se ha dicho que la presentación de Scorpions se metió al bolsillo a la de Van Halen. El autor Martin Popoff afirmó que «el real significado de esa jornada es su simbolismo como una fiesta de presentación del metal hacia los estadounidenses». Por su parte, Peter Larsen de The Press Enterprise mencionó que de alguna manera el día del country sembró las semillas para el festival Stagecoach y antes del US Festival el Fan Fair de Nashville —actualmente CMA Music Festival— era el único evento que se enfocaba en ese tipo de música.

## Lanzamientos audiovisuales
Unuson tenía derechos de video para publicar un documental o una película, pero veintiún años después salió el primer lanzamiento, el disco Live at the US Festival de Triumph. Posteriormente, Shout! Factory obtuvo la licencia para publicar diversas presentaciones y en 2012 salieron editadas en formato DVD y disco compacto las de Willie Nelson, Waylon Jennings, Quiet Riot y The English Beat. En ese mismo año Judas Priest incluyó un DVD con su presentación para la celebración del 30° aniversario del disco Screaming for Vengeance. En 2019 Shout! también lanzó en blu-ray el concierto de Santana y al año siguiente el de The B-52's.
A pesar de las anteriormente mencionadas, las únicas producciones que contaron con la aprobación de Wozniak y Unuson fueron los videos de larga duración US Festival - Day 1 y US Festival - Day 3. En 2017 salió a la venta el documental The US Festival 1982 - The US Generation, que incluyó entrevistas con Wozniak, personal de Unuson y de BGP, y algunos de los músicos que se presentaron en primera edición.